# Вільне слово (газета)
«Вільне слово» (англ. The Free Word) — український незалежний тижневик (давніше: «Український робітник»), який виходив у Торонто, Онтаріо, з 1956 року: визначався безпартійно-центристською лінією, змагався стати «репрезентативною та якнайкращою пресовою трибуною українства у вільному світі».
Часопис редагували протягом років його існування А. Курдидик, В. Софронів-Левицький, С. Росоха, Р. Колісник та інші.

## Період встановлення «Вільного слова»

Перший номер «Вільного слова» у м. Торонто вітають співробітники, редактори й адміністратори (фото з 7 вересня 1956 р.)

Видавнича спілка «Вільне слово» перейняла існуючий у місті Торонто «Український робітник» після його перехідного періоду (1954—1956) — і почала видавати однойменний тижневик. Цей етап описав Р. Л. Хомяк, журналіст англомовного додатку до щоденника «Свобода» — тижневика «The Ukrainian Weekly»:
| Прибувши в Торонто, пан Курдидик реанімував часопис, у друкарні якого були старі лінотип і друкарська машина, — та бракувало працівників преси й читацької аудиторії, незважаючи на назву з часів соцактивізму 20—30-х років: «Український робітник». Новий видавець сам на лінотипі набирав черенки та заводив друкарську машину, а пан Курдидик був редактором і коректором. Набули й новісінький агрегат: німецький «Клішограф», що відтворював фотознімки прямо на готові для друку пластмасові кліше. Курдидик тішився ним як дитя новою іграшкою: часопис стане краще ілюстрованим та цікавішим для читачів… Завдяки капіталовкладам заможніших новоприбулих українських іммігрантів, «Український робітник» став елегантним «Вільним словом», знаним ще «курдидиковою газетою». |

## Нова газета— нові напрямні
Новий часопис із назвою «Вільне слово» відрекомендувався 7 вересня 1956 читацькій авдиторії:
| Старий і випробований приятель, що роками відвідував Вас, приходить цим разом в іншій одежі, з новим настроєм — і подає, як завжди, щиро свою руку. |
Далі в тій же шпальті на першій сторінці буквально:
| Чому «Вільне Слово»? — спитаєте. Відповідаємо: Етап, коли українська спільнота в Канаді складалася здебільша з робітництва, вже давно за нами. Ми — спільнота з усіми її шарами і станами й тому вибрано повнішу назву. Це раз. Друге: Ця спільнота підносить своє «Вільне Слово» в час, коли на Батьківщині є тільки українські букви і черенки, а вільне слово українського народу закуте і здушене. Хочемо бути цим вільним словом. І третє: Не в'яжемося з ніким і не підлягаємо нічиїм впливам. |